# 南風原朝和
南風原 朝和（はえばら ともかず、1953年 - ）は、日本の教育心理学者。東京大学名誉教授。広尾学園中学校・高等学校校長。

## 来歴
沖縄県那覇市出身。1972年琉球政府立那覇高等学校卒業。文系も理系も興味があったので、国費・自費沖縄学生制度で東京工業大学工学部経営工学科に進学するため、東京工業大学工学部第4類に入学。しかし、進路が機械工学科と決定されたため、半年で中退し沖縄に帰郷した。
翌1973年、東京大学理科Ⅱ類に合格して入学、その後教育学部教育心理学科に進学し、1977年に卒業。同大学院修士課程中退、1979年アイオワ大学大学院教育学研究科教育心理・測定・統計学専攻修士課程、81年同博士課程修了（Ph.D. ）。
アイオワ大学研究助手・同大学博士研究員、1982年9月新潟大学教育学部講師、1983年10月助教授、1993年10月東京大学教育学部助教授、2002年教育学研究科教授、2008-10年東京大学教育学部附属中等教育学校長、2013年東京大学教育学研究科長・教育学部長。2015年4月 - 2017年3月東京大学理事 兼 副学長。2017年4月 - 2019年3月東京大学高大接続研究開発センター長。2019年3月末で東京大学を定年退職。2019年4月1日付で広尾学園中学校・高等学校長に就任。

## 著書
- 『心理統計学の基礎 統合的理解のために』有斐閣アルマ 2002
- 『臨床心理学をまなぶ 7 量的研究法』東京大学出版会 2011
- 『続・心理統計学の基礎』有斐閣、2014

### 共編著
- 『行動科学における統計解析法』芝祐順共著 東京大学出版会 1990
- 『心理学研究法入門 調査・実験から実践まで』市川伸一,下山晴彦共編 東京大学出版会 2001
- 『心理学研究法』市川伸一, 下山晴彦共編著 放送大学教育振興会 2003
- 『心理統計学ワークブック 理解の確認と深化のために』平井洋子,杉澤武俊共著 有斐閣 2009
- 『検証 迷走する英語入試――スピーキング導入と民間委託 』(岩波書店〈岩波ブックレット〉）、2018）

## 注
1. ↑  本土留学　政府に進路決められ…打ち砕かれた若者の夢毎日新聞2022/5/4 07:30
2. ↑  経歴および業績：東京大学
3. ↑  “広尾学園中学校・高等学校 新校長就任のお知らせ :: 広尾学園ブログ”. 2019年4月12日閲覧。